# Pipeline: The Surf Coaster
Pipeline: The Surf Coaster (abreviado como Pipeline) es una próxima montaña rusa de acero lanzada en SeaWorld Orlando en Orlando, Florida, Estados Unidos. La montaña rusa se inaugurará en 2023 como modelo de montaña rusa de surf.

## Historia
Los teasers de la nueva montaña rusa de SeaWorld Orlando comenzaron el 14 de abril de 2022. En este primer avance, una imagen de árboles con una montaña rusa detrás. Se erigió una cerca de construcción junto con la demolición del área circundante. El mes siguiente, el 3 de junio de 2022, el parque se burló de la atracción, advirtiendo a los de un "aviso de alto oleaje" en 2023. Debido a los efectos del huracán Ian, el anuncio se retrasó el 28 de septiembre de 2022. La construcción comenzó durante los teasers.
El parque anunció oficialmente Pipeline: The Surf Coaster el 18 de octubre de 2022. El parque reveló detalles sobre el paseo, que se abriría en la primavera de 2023. Además, el parque reveló que la atracción también sería la primera montaña rusa de surf del mundo. La vía de la montaña rusa se puso vertical el 24 de octubre de 2022.